# Station Rzeszów Staroniwa
Station Rzeszów Staroniwa is een spoorwegstation in de Poolse plaats Rzeszów.